# 上原幸真
上原 幸真（うえはら こうしん、1997年7月4日 - ）は、沖縄県島尻郡出身の日本の元プロ野球選手（投手）。右投右打。

## 経歴
与那原町立与那原小学校1年生のとき、「与那原マリンズ」で野球を始める。与那原町立与那原中学校では野球部に所属し、当初は野手だったが、3年生で投手に転向。
沖縄出身で鹿児島城西高等学校硬式野球部の監督を務める金城和彦にスカウトされ、沖縄を離れ、高校は鹿児島県の同高校に進学。1年生秋、第19回MBC旗争奪鹿児島県選抜高校野球1年生大会に出場し、決勝では先発投手を務めて優勝を果たす。金城の指導の下、成長を遂げ、2年生秋からエースを務め、第135回九州地区高等学校野球大会の鹿児島県予選では準優勝までチームを牽引し、同校3年ぶりの本大会出場を果たす。3年生夏には最速139 km/hを記録。第97回全国高等学校野球選手権鹿児島大会では徳之島高校相手の準々決勝で1失点完投、鹿児島情報高校相手の準決勝で三塁を踏ませない完封勝利を記録する活躍で、同校6年ぶりに決勝まで勝ち進むも、決勝では鹿児島実業高校相手に敗戦投手となり、惜しくも甲子園出場を果たせぬまま高校時代を終えた。
高校卒業後は福岡大学に進学し、野球部に所属。大学入学後は故障に苦しみ、2019年の4年生春にようやく故障が癒え、九州六大学野球春季リーグでのベンチ入りが目されていたが、開幕前に打球を受けて左手有鉤骨を骨折。同年6月の第68回全日本大学野球選手権大会2回戦（対城西国際大学戦）が大学での公式戦初登板になった。炎上した先発投手らのあとを受けての登板になったが、5回を投げて2失点と好投。同年秋の九州六大学野球秋季リーグでは、対九州大学戦で7回2安打無失点の好投でリーグ戦初勝利を挙げ、対北九州市立大学で完封勝利を挙げるなど活躍。同リーグでチームは準優勝に終わったものの、上原は防御率0.78で最優秀防御率賞を受賞。ベストナイン投手にも選出され、優秀選手賞も受賞した。
秋季リーグ中の10月3日にプロ志望届を提出したが、NPB球団からのドラフト指名はなかった。プロ志望届を提出した同級生に宮田輝星（日本ハム 育成ドラフト1位）がいる。同年11月、地元の沖縄県で県初のプロ野球チームとして翌年から始動する琉球ブルーオーシャンズのトライアウトに参加。実技審査を合格して入団に至った。
琉球入団後は怪我などの影響で2年間満足にプレーできず、2021年9月末日をもって契約満了で自由契約となった。2021年の琉球での成績は、5試合に登板して32回2/3を投げ、2勝1敗、防御率1.38だった。退団時のコメントでは今後も野球は続ける見込みとしていたが、2022年3月31日、自身のInstagramで現役引退を表明した。

## 選手としての特徴
テンポ良く打たせて取る投球が持ち味。高校時代は、右サイドスローから放る、大きく縦に落ちるスライダー、横のスライダー、カーブ、フォーク、チェンジアップ、シュートといった多彩な変化球を武器にした。

## 人物
家族は両親のほかに妹が2人いる。尊敬する人物としてその両親を挙げる。
血液型はA型。

## 詳細情報

### 背番号
- 31（2020年 - 2021年）